# بيريلي
سجائر بيريلي هي علامة تجارية من السجائر التبغية تُباع حاليا في اليابان وجنوب إفريقيا. 
تم إنتاجها من قبل مجموعة روث مانز البريطانية. كانت العلامة التجارية مشهورة بين الشبان الماليزيين بسعرها المنخفض. كانت سجائر بيريلي مشهورة بإعلان في الثمانينات يظهر فيه نساء ورجال يرتدون ملابس ضيقة ويستمتعون بالتدخين معًا وتم حظره من قبل حكومة البلاد المسلمة المحافظة. علبة السجائر لونها أسود وذهبي اللون.

## الرعاية
- كيريس هيتام بيرسيبوه إماس
- فيلم أكشن بيريلي